# Zequirja Ballata
Zequirja Ballata, slovensko-albanski skladatelj in pedagog, * 23. april 1943, Đakovica/Gjakovë (Kosovo).

## Življenjepis
Študij kompozicije je leta 1967 končal na Akademiji za glasbo v Ljubljani, kjer je opravil tudi podiplomski študij pri prof. Lucijan Marija Škerjancu. Izpopolnjeval se je še v Benetkah, Sieni in v Rimu.